# Плавооки репкар
Плавооки репкар (лат. Satyrium spini) врста је лептира из породице плаваца (лат. Lycaenidae).

## Опис врсте
Нешто је тамнији од сродних врста, а беле линије посред крила су дебеле. Плава мрља са доње стране крила је изразито крупна.
- Satyrium spini ♂
- Satyrium spini ♂  △

## Распрострањење и станиште
Среће се по жбуновитим и шумовитим пропланцима. Насељава јужну и централну Европу. 

## Биљке хранитељке
Основна биљка хранитељка је Пасдрен (Rhamnus spp.).